# Torrent de Corbières
Der Torrent de Corbières ist ein kleiner Fluss im Südosten vom Frankreich, der in den Départements Vaucluse und Alpes-de-Haute-Provence der Region Provence-Alpes-Côte d’Azur nordöstlich der Stadt Aix-en-Provence verläuft.

## Geografie

### Verlauf
Der Torrent de Corbières entspringt im nordöstlichen Gemeindegebiet von La Bastide-des-Jourdans, entwässert generell in südöstlicher Richtung durch den Regionalen Naturpark Luberon und erreicht bei Corbières-en-Provence das Tal der Durance. Hier quert er die Bahnstrecke Lyon–Marseille, die Autobahn A51 und den Canal EDF, der parallel zur Durance verläuft. Die letzten 1,5 Kilometer fließt der Torrent de Corbières auf einem schmalen Landstreifen zwischen Fluss und Kanal und mündet nach insgesamt rund 16 Kilometern im Gemeindegebiet von Beaumont-de-Pertuis unterhalb des dortigen Wasserkraftwerkes als rechter Nebenfluss in die Durance.

### Orte am Fluss
(Reihenfolge in Fließrichtung)
- La Cavalerie, Gemeinde La Bastide-des-Jourdans
- Gombert, Gemeinde Pierrevert
- Bernardine, Gemeinde Corbières-en-Provence
- Corbières-en-Provence
- Centrale Electrique, Gemeinde Beaumont-de-Pertuis